# Orden Polonia Restituta
La Orden Polonia Restituta (en polaco: Order Odrodzenia Polski) es una de las más altas distinciones de Polonia. Puede otorgarse por logros sobresalientes en los campos de la educación, la ciencia, el deporte, la cultura, el arte, la economía, la defensa del país, el trabajo social, el servicio civil o para promover las buenas relaciones con otro país. Fue establecida el 4 de febrero de 1921 y puede ser otorgada tanto a civiles como a militares, así como a extranjeros. 

## Clases
La orden tiene cinco clases:
| 1. Gran Cruz (Krzyż Wielki)                                      | Cinta |
| 2. Cruz de Comendador con Estrella (Krzyż Komandorski z Gwiazdą) | Cinta |
| 3. Cruz de Comendador (Krzyż Komandorski)                        | Cinta |
| 4. Cruz de Oficial (Krzyż Oficerski)                             | Cinta |
| 5. Cruz de Caballero (Krzyż Kawalerski)                          | Cinta |

## Condecorados  notables
- Władysław Anders (1892-1970), general polaco y miembro del gobierno de Polonia en el exilio en Londres.
- Witold Pilecki (1901-1948), héroe de la resistencia polaca durante y después de la Segunda Guerra Mundial.
- Andrzej Butkiewicz (1955-2008), activista político polaco y cofundador de los comités de solidaridad estudiantil.
- Gerard Ciołek (1909-66),  arquitecto polaco e historiador de parques y jardines
- André Georges Corap (1878-1953), general francés.
- Plinio Corrêa de Oliveira (1908-1995), político brasileño, fundador de Tradición, Familia y Propiedad
- Andrzej Czuma, político polaco de la oposición anticomunista
- Wilm Hosenfeld, oficial del ejército alemán que salvó a polacos de la muerte, incluyendo a  Władysław Szpilman.
- Janusz Korczak (1878-1942), autor de historias para niños, pediatra y víctima del holocausto.
- Wacław Micuta (1915-2008), soldado polaco y diplomático de la ONU.
- Josip Broz Tito, presidente de Yugoslavia.
- Fidel Castro, presidente de Cuba (Gran Cruz)[1]
- Douglas MacArthur, general de Estados Unidos
- Jadwiga Piłsudska, aviadora polaca, hija de Józef Piłsudski
- Nikolái Vóronov (1899-1968), mariscal en jefe de artillería soviético.
- Stanislav Poplavsky, general de los ejércitos soviético y polaco.
- Edward Rydz-Śmigły (1886-1941), político, oficial del ejército, pintor y poeta.
- Danuta Siedzikówna, (1928-46), médica de campaña del ejército polaco
- Władysław Szpilman, pianista y compositor polaco
- Omar Bradley (1893-1981), general de Estados Unidos.
- Léon Noël (1888-1987), embajador y político francés (Gran Cruz).
- Wojciech Kilar (n. 1932), compositor de música (Gran Cruz).
- Wojciech Jagielski (1960 -), periodista y corresponsal polaco.
- Janina Ochojska (1955 -), política, astrónoma y activista social.
- Krzysztof Varga (1968 -), escritor, crítico literario y periodista polaco.